# 2008-as sebringi 12 órás verseny

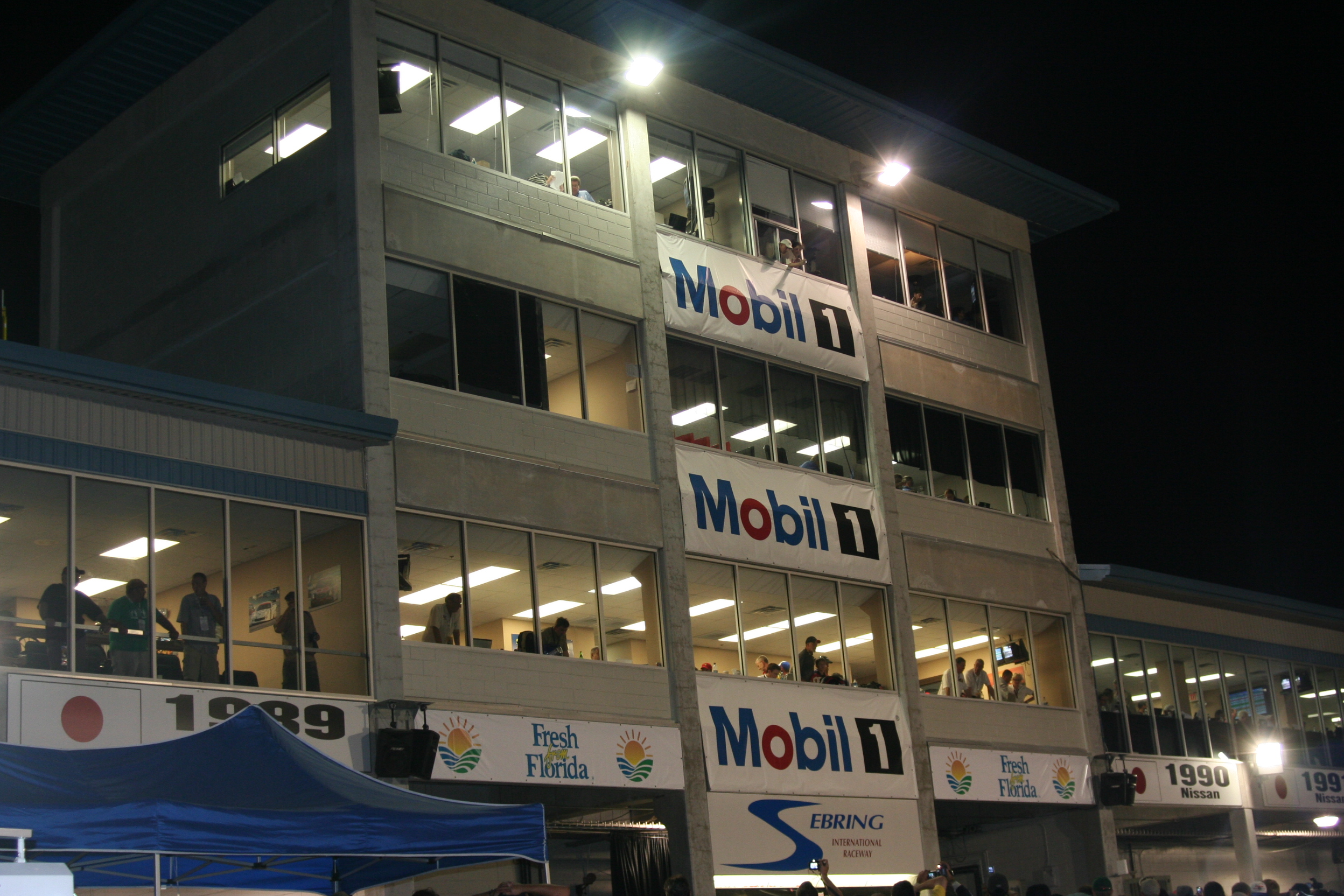
A páholy a verseny vége felé közeledve

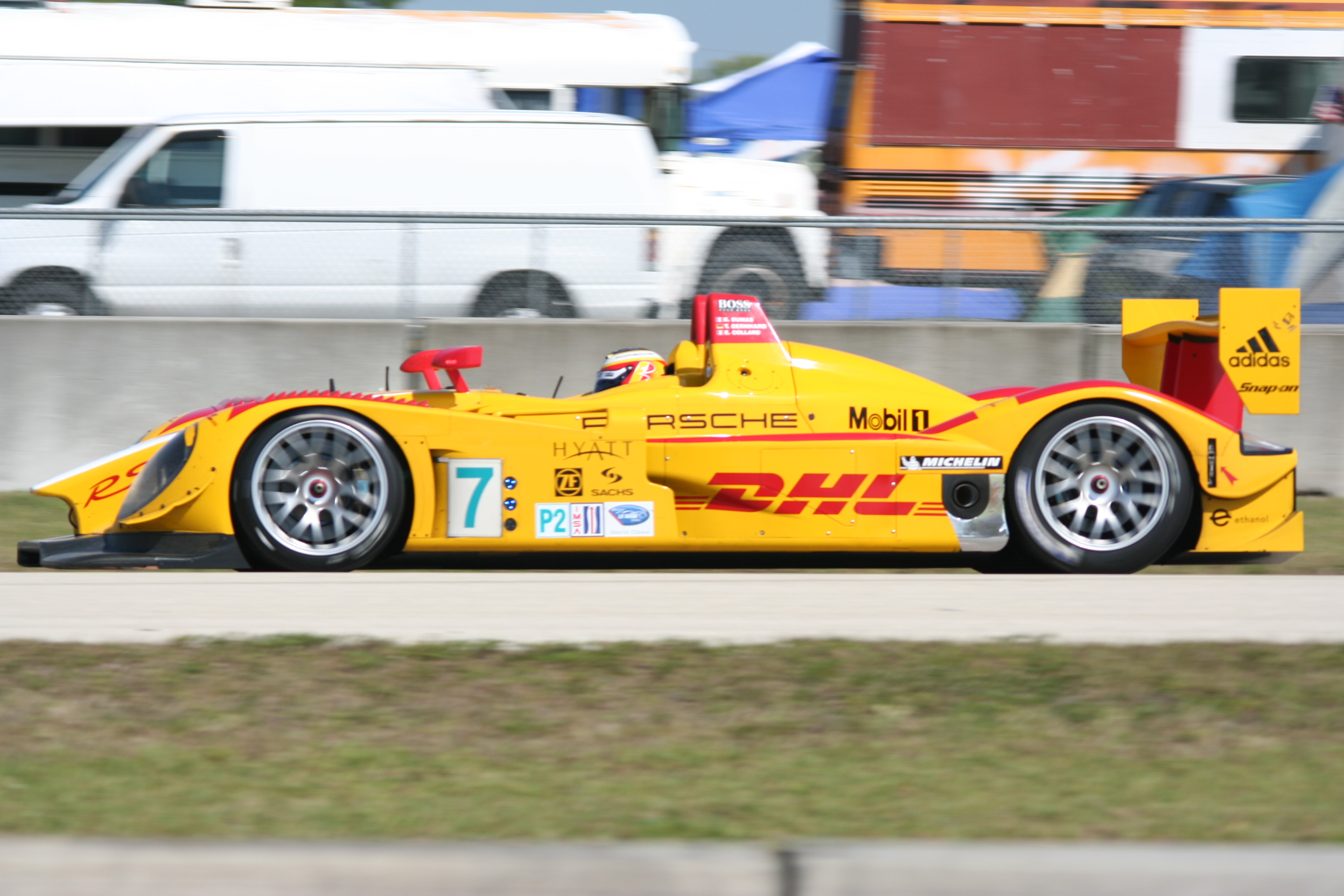
Összetett győztes

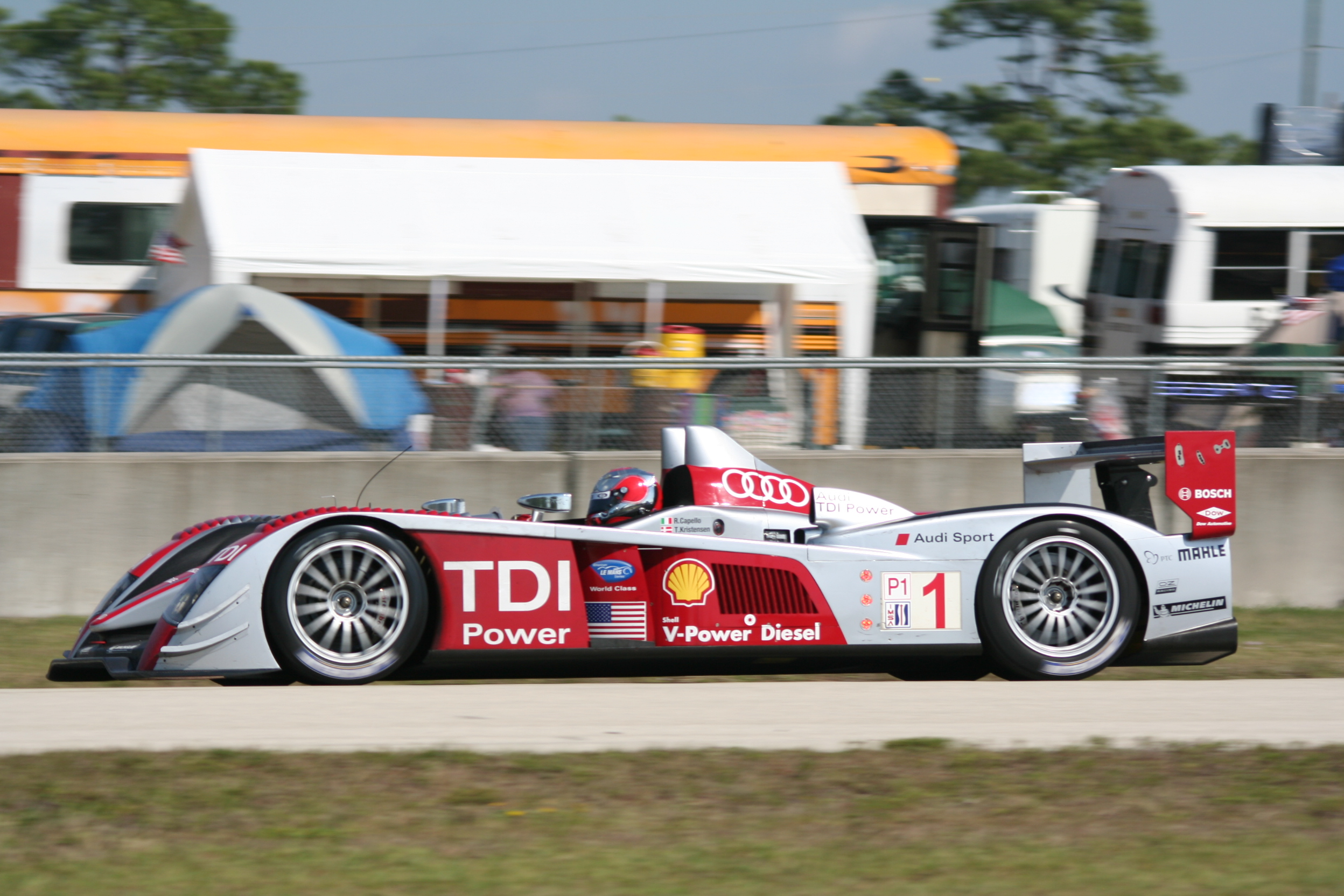
LMP1 győztes

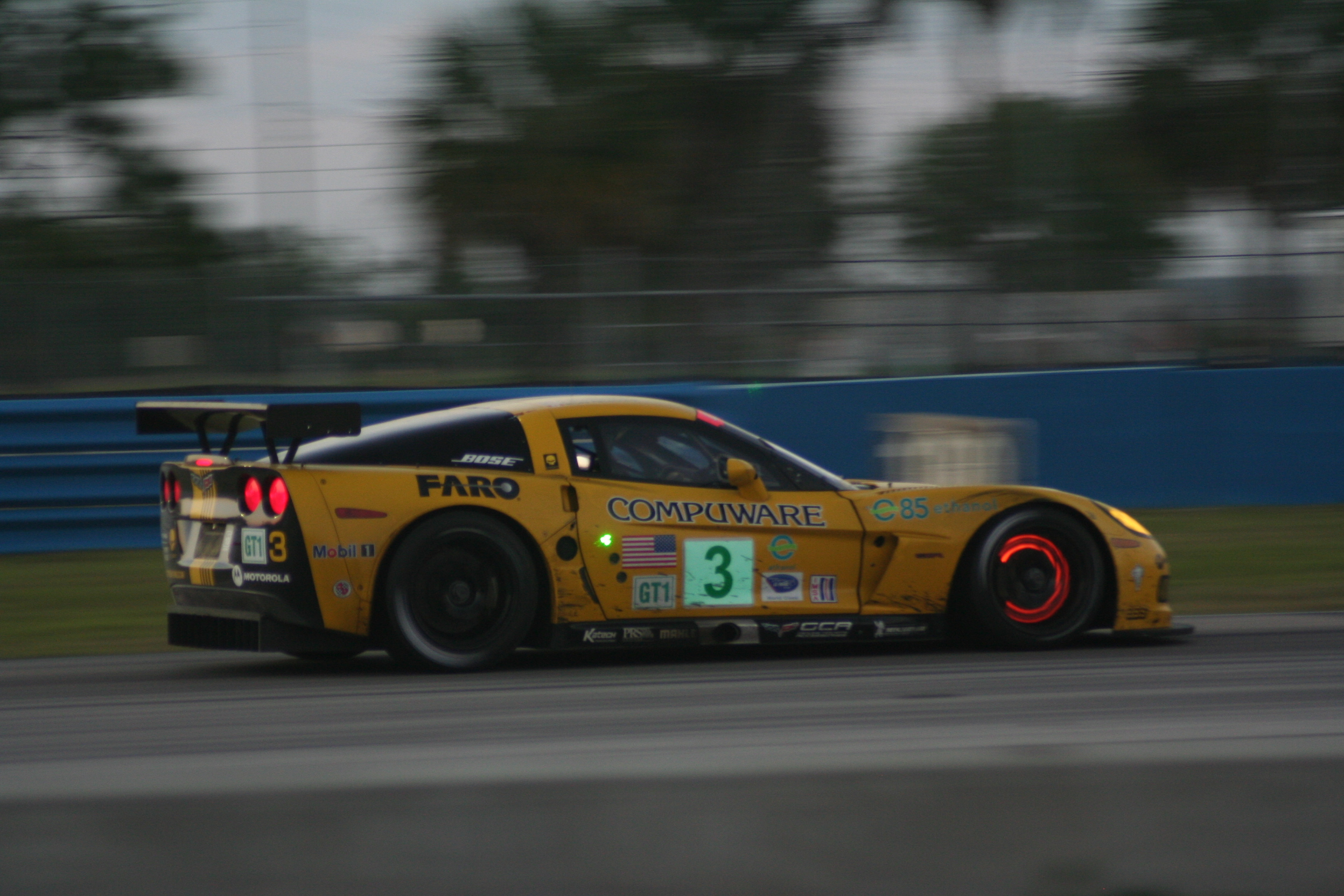
GT1 győztes

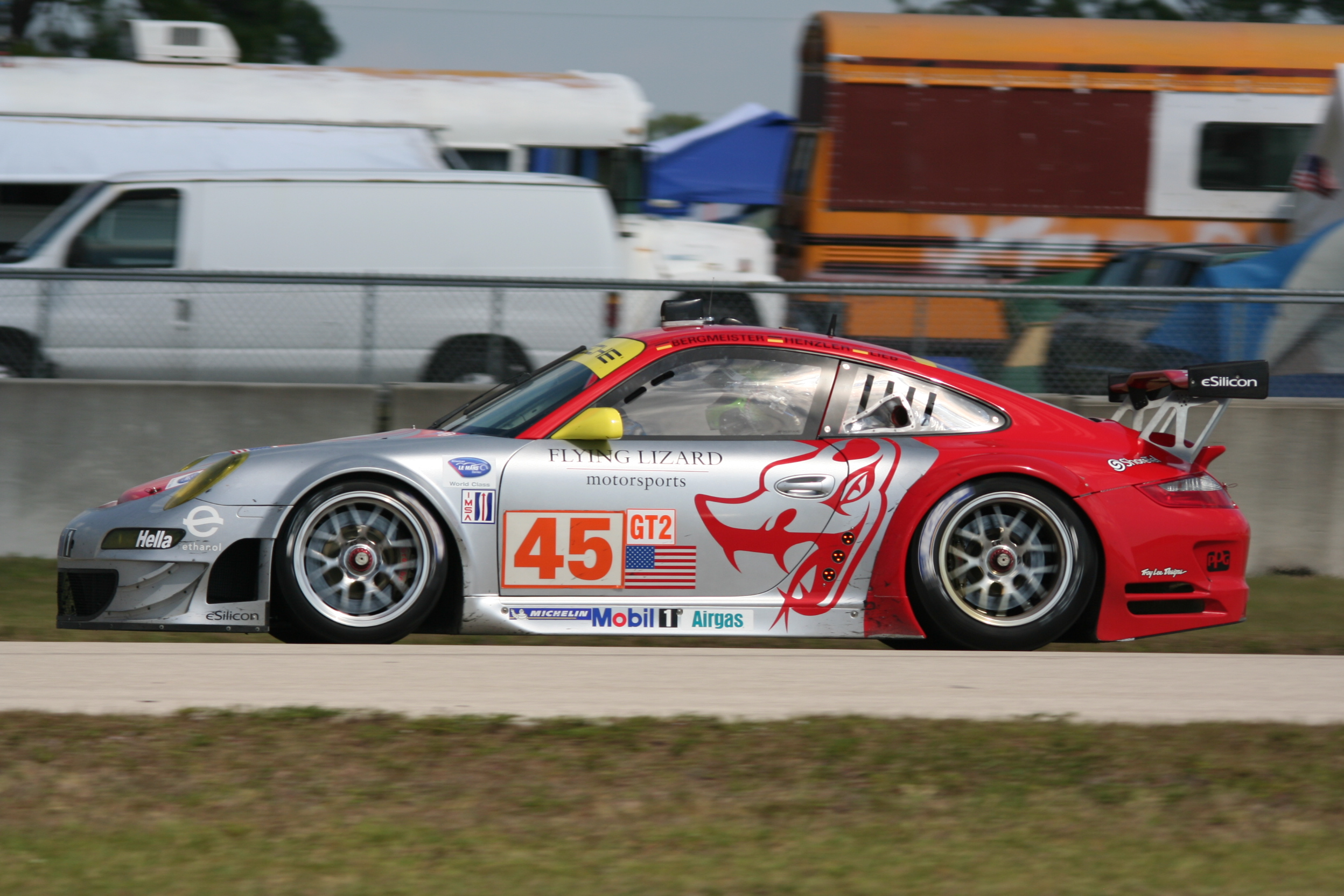
GT2 győztes

A Sebringi 12 órás verseny 2008. március 15-én, 56. alkalommal került megrendezésre.

## Végeredmény
|        | Kategória | #   | Csapat                         | Versenyzők                                         | Modell                                   | Gumi | Körök |
| Motor  | Kategória | #   | Csapat                         | Versenyzők                                         |                                          | Gumi | Körök |
| ------ | --------- | --- | ------------------------------ | -------------------------------------------------- | ---------------------------------------- | ---- | ----- |
| 1      | LMP2      | 7   | Team Penske                    | Timo Bernhard Romain Dumas Emmanuel Collard        | Porsche RS Spyder Evo                    | M    | 351   |
| 1      | LMP2      | 7   | Team Penske                    | Timo Bernhard Romain Dumas Emmanuel Collard        | Porsche MR6 3.4 L V8                     | M    | 351   |
| 2      | LMP2      | 20  | Dyson Racing                   | Butch Leitzinger Marino Franchitti Andy Lally      | Porsche RS Spyder Evo                    | M    | 351   |
| 2      | LMP2      | 20  | Dyson Racing                   | Butch Leitzinger Marino Franchitti Andy Lally      | Porsche MR6 3.4 L V8                     | M    | 351   |
| 3      | LMP1      | 1   | Audi Sport North America       | Rinaldo Capello Allan McNish Tom Kristensen        | Audi R10                                 | M    | 351   |
| 3      | LMP1      | 1   | Audi Sport North America       | Rinaldo Capello Allan McNish Tom Kristensen        | Audi 5.5 L Turbo V12 (Dízel)             | M    | 351   |
| 4      | LMP2      | 16  | Dyson Racing                   | Chris Dyson Guy Smith                              | Porsche RS Spyder Evo                    | M    | 350   |
| 4      | LMP2      | 16  | Dyson Racing                   | Chris Dyson Guy Smith                              | Porsche MR6 3.4 L V8                     | M    | 350   |
| 5      | LMP2      | 9   | Patrón Highcroft Racing        | Scott Sharp David Brabham Stefan Johansson         | Acura ARX-01B                            | M    | 349   |
| 5      | LMP2      | 9   | Patrón Highcroft Racing        | Scott Sharp David Brabham Stefan Johansson         | Acura AL7R 3.4 L V8                      | M    | 349   |
| 6      | LMP1      | 2   | Audi Sport North America       | Marco Werner Lucas Luhr Mike Rockenfeller          | Audi R10                                 | M    | 333   |
| 6      | LMP1      | 2   | Audi Sport North America       | Marco Werner Lucas Luhr Mike Rockenfeller          | Audi 5.5 L Turbo V12 (Dízel)             | M    | 333   |
| 7      | LMP2      | 27  | Horag Lista Racing             | Fredy Lienhard Didier Theys Jan Lammers            | Porsche RS Spyder Evo                    | M    | 333   |
| 7      | LMP2      | 27  | Horag Lista Racing             | Fredy Lienhard Didier Theys Jan Lammers            | Porsche MR6 3.4 L V8                     | M    | 333   |
| 8      | GT1       | 3   | Corvette Racing                | Johnny O'Connell Jan Magnussen Ron Fellows         | Chevrolet Corvette C6.R                  | M    | 328   |
| 8      | GT1       | 3   | Corvette Racing                | Johnny O'Connell Jan Magnussen Ron Fellows         | Chevrolet LS7-R 7.0 L V8                 | M    | 328   |
| 9      | LMP1      | 37  | Intersport Racing              | Jon Field Clint Field Richard Berry                | Lola B06/10                              | D    | 327   |
| 9      | LMP1      | 37  | Intersport Racing              | Jon Field Clint Field Richard Berry                | AER P32C 4.0 L Turbo V8 (E85 ethanol)    | D    | 327   |
| 10     | GT1       | 4   | Corvette Racing                | Oliver Gavin Olivier Beretta Max Papis             | Chevrolet Corvette C6.R                  | M    | 320   |
| 10     | GT1       | 4   | Corvette Racing                | Oliver Gavin Olivier Beretta Max Papis             | Chevrolet LS7-R 7.0 L V8                 | M    | 320   |
| 11     | LMP1      | 07  | Peugeot Sport Total            | Nicolas Minassian Stéphane Sarrazin Pedro Lamy     | Peugeot 908                              | M    | 318   |
| 11     | LMP1      | 07  | Peugeot Sport Total            | Nicolas Minassian Stéphane Sarrazin Pedro Lamy     | Peugeot 5.5 L Turbo V12 (Dízel)          | M    | 318   |
| 12     | GT2       | 45  | Flying Lizard Motorsports      | Jörg Bergmeister Wolf Henzler Marc Lieb            | Porsche 997 GT3-RSR                      | M    | 314   |
| 12     | GT2       | 45  | Flying Lizard Motorsports      | Jörg Bergmeister Wolf Henzler Marc Lieb            | Porsche 3.8 L Flat-6                     | M    | 314   |
| 13     | GT2       | 44  | Flying Lizard Motorsports      | Darren Law Seth Neiman Alex Davison                | Porsche 997 GT3-RSR                      | M    | 311   |
| 13     | GT2       | 44  | Flying Lizard Motorsports      | Darren Law Seth Neiman Alex Davison                | Porsche 3.8 L Flat-6                     | M    | 311   |
| 14     | GT2       | 61  | Risi Competizione Krohn Racing | Tracy Krohn Niclas Jönsson Eric van de Poele       | Ferrari F430GT                           | M    | 308   |
| 14     | GT2       | 61  | Risi Competizione Krohn Racing | Tracy Krohn Niclas Jönsson Eric van de Poele       | Ferrari 4.0 L V8                         | M    | 308   |
| 15     | GT2       | 73  | Tafel Racing                   | Jim Tafel Pierre Ehret Allan Simonsen              | Ferrari F430GT                           | M    | 305   |
| 15     | GT2       | 73  | Tafel Racing                   | Jim Tafel Pierre Ehret Allan Simonsen              | Ferrari 4.0 L V8                         | M    | 305   |
| 16     | GT1       | 008 | Bell Motorsports               | Terry Borcheller Chapman Ducote Antonio García     | Aston Martin DBR9                        | D    | 299   |
| 16     | GT1       | 008 | Bell Motorsports               | Terry Borcheller Chapman Ducote Antonio García     | Aston Martin 6.0 L V12                   | D    | 299   |
| 17     | GT2       | 11  | Primetime Race Group           | Joel Feinberg Chris Hall                           | Dodge Viper Competition Coupe            | M    | 295   |
| 17     | GT2       | 11  | Primetime Race Group           | Joel Feinberg Chris Hall                           | Dodge 8.3 L V10                          | M    | 295   |
| 18 DNF | LMP2      | 26  | Andretti Green Racing          | Marco Andretti Bryan Herta Christian Fittipaldi    | Acura ARX-01B                            | M    | 287   |
| 18 DNF | LMP2      | 26  | Andretti Green Racing          | Marco Andretti Bryan Herta Christian Fittipaldi    | Acura AL7R 3.4 L V8                      | M    | 287   |
| 19     | GT2       | 5   | VICI Racing                    | Uwe Alzen Craig Stanton Nathan Swartzbaugh         | Porsche 997 GT3-RSR                      | K    | 286   |
| 19     | GT2       | 5   | VICI Racing                    | Uwe Alzen Craig Stanton Nathan Swartzbaugh         | Porsche 3.8 L Flat-6                     | K    | 286   |
| 20     | GT2       | 71  | Tafel Racing                   | Dominik Farnbacher Dirk Müller Rob Bell            | Ferrari F430GT                           | M    | 280   |
| 20     | GT2       | 71  | Tafel Racing                   | Dominik Farnbacher Dirk Müller Rob Bell            | Ferrari 4.0 L V8                         | M    | 280   |
| 21     | GT2       | 46  | Flying Lizard Motorsports      | Johannes van Overbeek Patrick Pilet Richard Lietz  | Porsche 997 GT3-RSR                      | M    | 280   |
| 21     | GT2       | 46  | Flying Lizard Motorsports      | Johannes van Overbeek Patrick Pilet Richard Lietz  | Porsche 3.8 L Flat-6                     | M    | 280   |
| 22 DNF | LMP1      | 12  | Autocon Motorsports            | Chris McMurry Bryan Willman Tony Burgess           | Creation CA07                            | D    | 250   |
| 22 DNF | LMP1      | 12  | Autocon Motorsports            | Chris McMurry Bryan Willman Tony Burgess           | Judd GV5 S2 5.0 L V10                    | D    | 250   |
| 23 DNF | GT2       | 21  | Panoz Team PTG                 | Joey Hand Tom Milner Tom Sutherland                | Panoz Esperante GT-LM                    | Y    | 200   |
| 23 DNF | GT2       | 21  | Panoz Team PTG                 | Joey Hand Tom Milner Tom Sutherland                | Ford (Élan) 5.0 L V8                     | Y    | 200   |
| 24 DNF | GT2       | 40  | Robertson Racing               | David Robertson Andrea Robertson David Murry       | Ford GT Mk.VII                           | D    | 186   |
| 24 DNF | GT2       | 40  | Robertson Racing               | David Robertson Andrea Robertson David Murry       | Ford 5.0 L V8                            | D    | 186   |
| 25 DNF | GT2       | 77  | Autoracing Club Bratislava     | Miro Konopka Miro Hornak Mauro Casadei             | Porsche 911 GT3-RS                       | D    | 173   |
| 25 DNF | GT2       | 77  | Autoracing Club Bratislava     | Miro Konopka Miro Hornak Mauro Casadei             | Porsche 3.6 L Flat-6                     | D    | 173   |
| 26 DNF | GT2       | 62  | Risi Competizione              | Jaime Melo Mika Salo Gianmaria Bruni               | Ferrari F430GT                           | M    | 137   |
| 26 DNF | GT2       | 62  | Risi Competizione              | Jaime Melo Mika Salo Gianmaria Bruni               | Ferrari 4.0 L V8                         | M    | 137   |
| 27 DNF | GT2       | 87  | Farnbacher-Loles Motorsports   | Marc Basseng Dirk Werner Bryce Miller              | Porsche 997 GT3-RSR                      | M    | 136   |
| 27 DNF | GT2       | 87  | Farnbacher-Loles Motorsports   | Marc Basseng Dirk Werner Bryce Miller              | Porsche 3.8 L Flat-6                     | M    | 136   |
| 28 DNF | GT2       | 28  | LG Motorsports                 | Lou Gigliotti Doug Peterson Marc Goossens          | Chevrolet Corvette C6                    | K    | 99    |
| 28 DNF | GT2       | 28  | LG Motorsports                 | Lou Gigliotti Doug Peterson Marc Goossens          | Chevrolet LS3 6.0 L V8                   | K    | 99    |
| 29 DNF | LMP2      | 32  | Barazi-Epsilon                 | Juan Barazi Michael Vergers Jean-Christophe Ravier | Zytek 07S/2                              | M    | 88    |
| 29 DNF | LMP2      | 32  | Barazi-Epsilon                 | Juan Barazi Michael Vergers Jean-Christophe Ravier | Zytek ZG348 3.4 L V8                     | M    | 88    |
| 30 DNF | GT2       | 007 | Drayson-Barwell                | Paul Drayson Jonny Cocker Tim Sugden               | Aston Martin DBRS9                       | D    | 70    |
| 30 DNF | GT2       | 007 | Drayson-Barwell                | Paul Drayson Jonny Cocker Tim Sugden               | Aston Martin 6.0 L V12 (E85 ethanol)     | D    | 70    |
| 31 DNF | LMP2      | 6   | Team Penske                    | Patrick Long Sascha Maassen Ryan Briscoe           | Porsche RS Spyder Evo                    | M    | 29    |
| 31 DNF | LMP2      | 6   | Team Penske                    | Patrick Long Sascha Maassen Ryan Briscoe           | Porsche MR6 3.4 L V8                     | M    | 29    |
| DSQ†   | LMP2      | 15  | Lowe's Fernández Racing        | Adrian Fernández Luis Diaz                         | Acura ARX-01B                            | M    | 351   |
| DSQ†   | LMP2      | 15  | Lowe's Fernández Racing        | Adrian Fernández Luis Diaz                         | Acura AL7R 3.4 L V8                      | M    | 351   |
| DNS    | LMP2      | 8   | B-K Motorsports                | Gerardo Bonilla Ben Devlin Raphael Matos           | Lola B07/46                              | Y    | -     |
| DNS    | LMP2      | 8   | B-K Motorsports                | Gerardo Bonilla Ben Devlin Raphael Matos           | Mazda MZR-R 2.0 L Turbo I4 (E85 ethanol) | Y    | -     |
| DNS    | GT2       | 48  | Corsa Motorsport               | Gunnar Jeanette Johnny Mowlem Ralf Kelleners       | Ferrari F430GT                           | H    | -     |
| DNS    | GT2       | 48  | Corsa Motorsport               | Gunnar Jeanette Johnny Mowlem Ralf Kelleners       | Ferrari 4.0 L V8                         | H    | -     |